# Milk tea/美しき花
『milk tea／美しき花』（ミルクティー／うつくしきはな）は、福山雅治の21枚目のシングル。2006年5月24日発売。制作はユニバーサルJ、発売・販売元はユニバーサルミュージック。

## 解説
前作『東京』からおよそ9ヶ月で発売され、『泣いたりしないで／RED×BLUE』以来の両A面シングルとなった。同時にアルバム『5年モノ』からの先行シングルとなっており、本作について「次のアルバムへのプロローグ。30代の代表作となる自信がある。」と語っている。
2006年1月から福山も出演したサントリー「新ダイエット＜生＞」CMソングに「あの夏も 海も 空も」、2月から放送されたPanasonic デジタルビデオカメラ「DVD愛情サイズ」CMソングに「美しき花」、福山も出演した明治製菓「XYLISH」CMソングに「LOVE TRAIN」、4月からTBS系バラエティ番組『恋するハニカミ!』テーマソングに起用された「milk tea」を含むタイアップ曲4曲が収録されている。
初回限定盤と通常盤の2種類での発売となり、初回限定盤には「milk tea」・「美しき花」のSpecial Clipを収録したDVDが付属している。
オリコンチャート初週の売上枚数は18.6万枚を記録し、発売週で前作『東京』の累計売上枚数を上回った。
ピストン西沢が手掛けたリミックス・アルバム『Fukuyama Masaharu ANOTHER WORKS remixed by Piston Nishizawa』も同時発売され、シングルとアルバム両方を購入すると抽選でスペシャル・グッズのプレゼントや、もれなく期間限定スペシャル・ウェブ・サイトにアクセスできるパスワードが付いてくる（アルバム初回限定盤のみ）キャンペーンが行われた。

## 収録曲
全作詞・作曲：福山雅治
1. milk tea (5:00)
  - 編曲：福山雅治、井上鑑
  - TBS系バラエティ番組『恋するハニカミ!』4〜6月度テーマソング
  - 使用ギターはギブソン・J-50 '59。
  - 調は変ト長調[5]。
2. 美しき花 (5:30)
  - 編曲：井上鑑
  - Panasonic デジタルビデオカメラ「DVD愛情サイズ」CMソング
  - 使用ギターはギブソン・J-50 '59。アコースティック・ギター、間奏のスライドギターは福山が弾いている。
  - 元プロ野球選手の新庄剛志（SHINJO）が、現役時代の2006年に自身の登場曲として起用していた[注 1][7]。
3. LOVE TRAIN (3:49)
  - 編曲：福山雅治、井上鑑
  - 明治製菓「XYLISH」朝ガムCMソング
  - 使用ギターはギブソン・J-50 '59、フェンダー・カスタム・ショップ・ストラトキャスター '57（ゴールド）。
4. あの夏も 海も 空も (5:24)
  - 編曲：井上鑑
  - サントリー「新ダイエット＜生＞」CMソング
  - ビートルズのオマージュソングとして制作され、ストリングスアレンジも福山のリクエストにより『サージェント・ペパーズ・ロンリー・ハーツ・クラブ・バンド』や『マジカル・ミステリー・ツアー』の頃のストリングス・アレンジが取り入れられている[8]。
  - 使用ギターはギブソン・J-50 '59。
5. milk tea (Original Karaoke) (4:59)
6. 美しき花 (Original Karaoke) (5:30)
7. LOVE TRAIN (Original Karaoke) (3:49)
8. あの夏も 海も 空も (Original Karaoke) (5:24)

### DVD（初回限定盤）
監督はいずれも安健一郎
1. milk tea (Special Clip)
2. 美しき花 (Special Clip)

## ミュージシャン
| milk tea - Vocal & Guitar:MASAHARU FUKUYAMA - Keyboards & Accordion:AKIRA INOUE - Bass:CHIHARU MIKUZUKI - Percussion:MATARO - Guitar:HIROKAZU OGURA / MASATO ISHINARI - Drums:HIDEO YAMAKI - Flugelhorn:KOJI NISHIMURA - Scat Vox:KIYOSHI HIYAMA - Mix:NOBUMASA YAMADA 美しき花 - Vocal & Guitar:MASAHARU FUKUYAMA - Keyboards & Synth-bass:AKIRA INOUE - Percussion:MATARO - Guitar:HIROKAZU OGURA - Drums:HIDEO YAMAKI / YASUHIRO YOSHIGAKI - Trumpet:KOJI NISHIMURA - Trombone:YOICHI MURATA - Flute & Piccolo:TAKUO YAMAMOTO - B.Vocal:JOELLE - Mix:NOBUMASA YAMADA | LOVE TRAIN - Vocal, Guitar & Blues Harp:MASAHARU FUKUYAMA - Keyboards:AKIRA INOUE - Bass:CHIHARU MIKUZUKI - Percussion:MATARO - Guitar:HIROKAZU OGURA - Drums:HIDEO YAMAKI - Saxophone:MASAKUNI TAKENO - Trombone:KANADE SHISHIUCHI - B.Vocal:YUIKO TSUBOKURA / MISA NAKAYAMA / MELODIE SEXTON - Mix:NOBUMASA YAMADA あの夏も 海も 空も - Vocal & Guitar:MASAHARU FUKUYAMA - Keyboards:AKIRA INOUE - Bass:CHIHARU MIKUZUKI - Percussion:MATARO - Guitar:HIROKAZU OGURA / MASATO ISHINARI - Drums & Percussion:HIDEO YAMAKI - Fagotto:MASAYUKI OKAMOTO - Strings:CHIEKO KINBARA GROUP - Mix:NOBUMASA YAMADA |

## 収録アルバム
| milk tea - 5年モノ - THE BEST BANG!! - 福の音 美しき花 - 5年モノ | LOVE TRAIN - 5年モノ あの夏も 海も 空も - 5年モノ - THE BEST BANG!! - 福の音 |